# Eudistylia catharinae
Eudistylia catharinae är en ringmaskart som beskrevs av Banse 1979. Eudistylia catharinae ingår i släktet Eudistylia och familjen Sabellidae. Inga underarter finns listade i Catalogue of Life.